# Турбоатом

Акционерное общество «Украинские энергетические машины», до недавнего времени АТ «Турбоатом», в советское время Харьковский турбогенераторный завод, Харьковский турбинный завод — украинское предприятие, специализирующееся на выпуске паровых турбин для тепловых электростанций (ТЭС), атомных электростанций (АЭС) и теплоэлектроцентралей (ТЭЦ); гидравлических турбин для гидроэлектростанций (ГЭС) и гидроаккумулирующих электростанций (ГАЭС); газовых турбин и парогазовых установок (ПГУ) для ТЭС и другого энергетического оборудования.
Входит в перечень предприятий, имеющих стратегическое значение для экономики и безопасности Украины.

## Общие сведения о предприятии
- Площадь земельного участка: 50,5 га
- Численность работающих: 3700 человек

## История

Чертёж паровой турбины ХТГЗ, 1930-е

Харьковский турбинный завод (ныне АО «Турбоатом») стал одним из крупнейших в мире турбостроительных предприятий, которое осуществляет полный цикл производства: проектирование, изготовление, поставка, наладка, фирменное обслуживание турбинного оборудования для всех типов электростанций.
Харьковский турбинный завод (ХТГЗ) был построен в 1929—1934 гг., за три с половиной года и 21 января 1934 года был введён в эксплуатацию.
В 1935 году с заводского стенда сошла первая стационарная паровая турбина мощностью 50 МВт, а 26 июля 1938 года была изготовлена первая паровая турбина мощностью 100 МВт и генератор к ней.
До начала Второй мировой войны завод изготовил и поставил стране турбины, мощность которых вдвое превышала мощность всех электростанций дореволюционной России.
В связи с приближением линии фронта осенью 1941 года завод был эвакуирован в г. Свердловск и уже в декабре 1942 года приступил к производству турбоагрегатов, запасных частей к паровым турбинам, а также продукции для фронта.
После освобождения Харькова 23 августа 1943 года началось восстановление практически полностью разрушенного завода, в 1944 году заводом была изготовлена первая паровая турбина мощностью 50 МВт для Зуевской ГРЭС, выполнялись заказы по ремонту турбин для электростанций промышленных центров Донбасса, Харькова, Киева.
Восстановление цехов было в основном завершено к середине 1946 года.
Профиль завода окончательно сложился в 1950-е годы. Завод начал специализироваться на производстве мощных паровых и газовых турбин.
В 1953 году была проведена работа по техническому перевооружению производства паровых турбин, в результате в 1953—1954 завод освоил производство гидравлических турбин для гидравлических электростанций, а производство генераторов было передано специализированным заводам.
За сравнительно короткие сроки (1955—1958 гг.) были спроектированы и изготовлены паровые турбины мощностью 100 и 150 МВт, а в 1960—1965 гг. — паровые турбины с повышенными параметрами пара, мощностью 300 и 350 МВт для Приднестровской, Криворожской, Запорожской, Ладыжинской, Троицкой, Рефтинской, Трипольской, Назаровской и других ГРЭС.
В 1965 году на заводе была изготовлена первая в СССР одновальная паровая турбина мощностью 500 МВт, на тот момент — самая мощная из выпущенных в мире.
В 1967 году началось создание мощных паровых турбин для атомных электростанций — важной составляющей энергетики страны. Завод становится головным предприятием по проектированию и изготовлению турбин для атомных электростанций.
В 1969 году завод освоил производство паровых турбин для электростанций мощностью 220 МВт, которые и сейчас успешно эксплуатируются на Украине, в России, Германии, Болгарии, Венгрии, Финляндии.

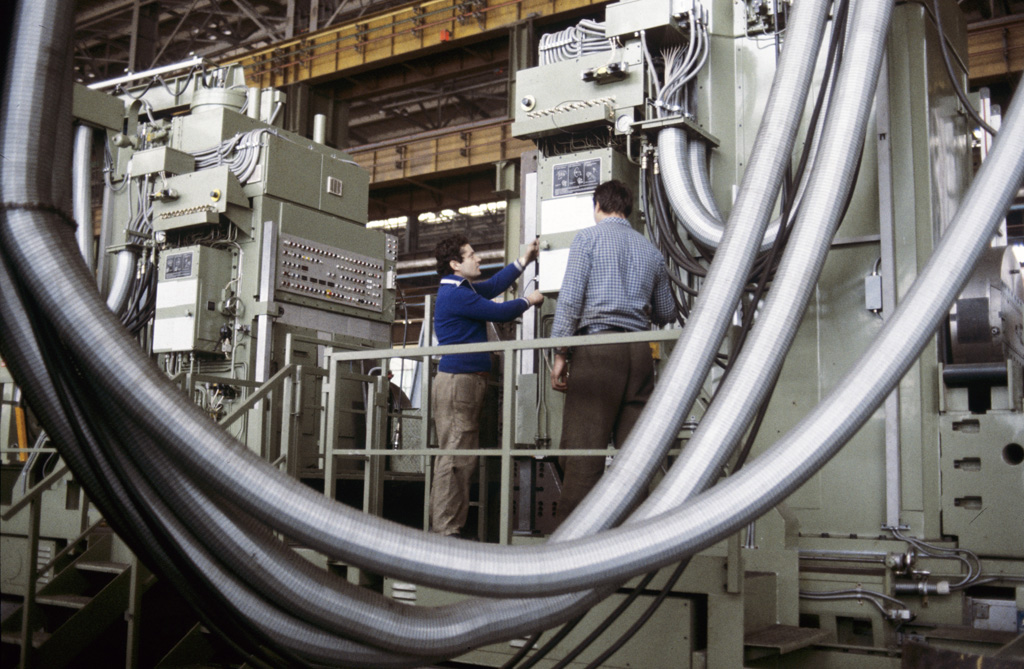
1986 год, отладка нового оборудования на заводе

В начале 1970-х годов было налажено производство турбин для АЭС мощностью 500 МВт, что обеспечило резкое снижение капитальных затрат на сооружение электростанций. Турбинами такого типа укомплектована Ленинградская АЭС, а также Курская, Смоленская АЭС и Чернобыльская АЭС.
В ходе девятой пятилетки (1971—1975) завод увеличил производительность более чем в 1,5 раза.
В 1977 году завод был преобразован в производственное объединение атомного турбостроения «Харьковский турбинный завод им. С. М. Кирова» (с 1982 года получившее название ПО «Турбоатом»). В состав ПО «Турбоатом» помимо завода ХТГЗ вошли харьковский завод «Турбодеталь», конструкторское бюро «Турбоатом» и конструкторское бюро «Гидротурбомаш». К 1978 году выпущенные заводом турбины были установлены на более чем 100 электростанций СССР, а также на электростанциях во многих других странах мира.
В 1980-е годы предприятие проводит дальнейшее наращивание и техническое перевооружение производства — введены в эксплуатацию новые корпуса, уникальное оборудование.
5 марта 1982 в эксплуатацию был введён крупный производственный комплекс, позволивший перейти от индивидуального производства паровых турбин АЭС мощностью 1 млн киловатт к их серийному производству, к 1985 году было освоено производство паровых турбин мощностью 1 млн кВт для Запорожской, Балаковской, Ростовской АЭС.
К 1986 году свыше 40 % мощностей ГЭС СССР было укомплектовано турбинами производства ХТГЗ; кроме того, турбины производства ХТГЗ устанавливались на зарубежные электростанции.
В 1987 году на заводе были увеличены мощности по производству паровых турбин.
В 1999—2002 годах изготовлены и поставлены 4 радиально-осевых гидротурбины мощностью 280 МВт каждая. Изготовлены и поставлены 4 гидрозатвора диаметром 4 м на напор свыше 500 м. Создан уникальный шаровой затвор, по своим параметрам не имеющий аналогов в мировой практике.
В 2003 году «Турбоатом» осуществил поставку паровых турбин для АЭС «Кайга» и «Раджастан» (Индия), гидравлических турбин для реконструкции ГЭС Днепровского каскада (Украина), Камской ГЭС (Россия) и других объектов энергетики разных стран.
В 2005—2007 гг. были поставлены 2 модернизированные турбины К-325-23,5 для ТЭС «Аксу» (Казахстан) и подписан контракт на дальнейшую поставку турбин для ТЭС "Аксу".
В 2006 году завершено производство радиально-осевой гидромашины диаметром 7,3 м, максимальной мощностью 390 МВт для Днестровской ГАЭС.
В 2007 году продолжалась реализация проекта реконструкции ГЭС Днепровского каскада, выполнялась модернизация паровых турбин К-500 для электростанций России. В конце 2007 года было начато изготовление конденсатора паровой турбины К‑1000‑65/1500 для Южно-Украинской АЭС..
10 декабря 2010 года была разрешена приватизация стратегических предприятий Украины, после чего 15 % акций ОАО "Турбоатом" купила кипрская компания "Linfot Limited".
В конце 2012 года «Турбоатом» ввёл в эксплуатацию новую термическую электропечь производства словенской фирмы "Rico" (печь была установлена в кузнечном цехе № 63 завода).
В 2013 году «Турбоатом» занял 4-е место в рейтинге ведущих предприятий высокотехнологического машиностроения Украины по уровню управленческих инноваций.
2013 год «Турбоатом» завершил с чистой прибылью 584 млн гривен.
2014 год «Турбоатом» завершил с чистой прибылью 637,4 млн гривен.
В 2015 году контракт с АЭС Пакш (Венгрия) на сумму более 30 млн долл. на поставку энергетического оборудования для реконструкции АЭС Козлодуй в Болгарии, на совместное производство хранилища для отработавшего ядерного топлива с «Holtec International» (США) в Чернобыльской зоне. В рамках реализации программы импортозамещения предприятие освоило новый вид продукции и отгрузило в сентябре 2015 года первый ряд титановых лопаток паровой турбины, предназначенных для замены изношенного оборудования пяти агрегатов российского производства на украинских АЭС. «Турбоатом» взял на себя обслуживание данных турбин, что ранее выполнял завод-изготовитель. В конце мая 2015 года "Турбоатом" вошёл в перечень 50 крупнейших государственных предприятий Украины. 2015 год "Турбоатом" завершил с чистой прибылью 1,7 млрд грн
В феврале 2016 года было объявлено о намерении использовать производственные мощности ОАО «Турбоатом» в производстве бронетранспортёров БТР-4.

## Номенклатура продукции

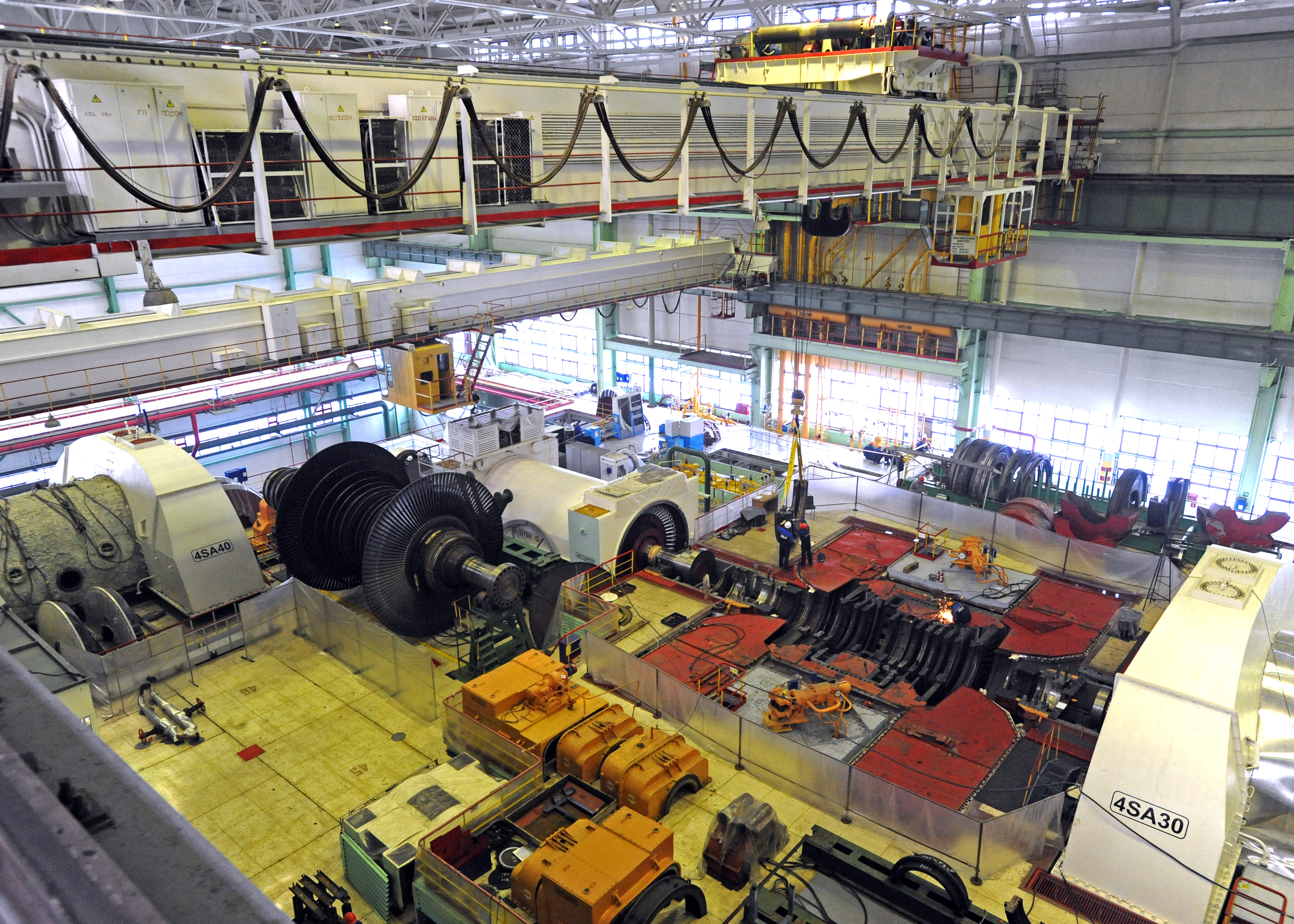
Разобранная для планового ремонта харьковская турбина К-1000-60/1500-2 на Балаковской АЭС

- Паровые турбины конденсационные и теплофикационные для ТЭС, ТЭЦ мощностью от 1 МВт до 550 МВт;
- Паровые турбины для АЭС мощностью от 200 МВт до 1100 МВт;
- Газовые турбины энергетические автономные и для ПГУ мощностью 45 МВт и 115 МВт;
- Гидравлические турбины разнообразных типов мощностью от 5 МВт до 615 МВт для ГЭС и обратимые гидромашины мощностью от 40 МВт до 400 МВт для ГАЭС;
- Гидравлические затворы дисковые и шаровые;
- Гидравлические турбины для микро-ГЭС, мини-ГЭС и малых ГЭС мощностью от 5 кВт до 25 МВт;
- Теплообменное оборудование (конденсаторы турбин, подогреватели низкого давления, подогреватели сетевой воды);
- Вспомогательное оборудование машинного зала, регенеративные газо- и воздухонагреватели, эжекторы, маслоохладители, тягодутьевые машины, дымососы, эксгаустеры, мельницы шаровые и др.

## Рынки сбыта
Турбины производства АО «Турбоатом» успешно работают на электростанциях более чем 45 стран Европы, Азии, Америки и Африки. Более 260 паровых турбин суммарной мощностью свыше 60 млн кВт изготовлены для тепловых электростанций, из них 55 турбин для 16 ТЭС дальнего зарубежья. Для 24 АЭС изготовлено 169 турбин суммарной мощностью более 60 млн кВт, из них 40 турбин для 7 АЭС дальнего зарубежья. «Турбоатом» поставил 13 % турбин для АЭС от суммарных объёмов поставок на мировом рынке турбин АЭС и занимает по этому показателю 4-е место среди турбостроительных фирм мира.

## Государственные награды
- орден Ленина (1966)[2][5]
- орден Октябрьской революции (1984)[5][19]
- орден Трудового Красного знамени (1976)[2][5]